# Estadio Machida GION
El Estadio Municipal de Atletismo de Machida también llamado Estadio Machida GION por razones de patrocinio, es un estadio multiusos ubicado en la ciudad de Machida, en la Prefectura de Tokio, en Japón. El estadio ubicado en los terrenos del Parque Nozuta fue inaugurado el 7 de octubre de 1990 y posee una capacidad para 15.489 espectadores. Es la sede del club de fútbol FC Machida Zelvia, que actualmente juega en la J1 League, la máxima categoría del futbol profesional en Japón.
La instalación es propiedad de la ciudad de Machida y desde el 1 de enero de 2020, Gion Co., Ltd. una empresa de logística integral se hizo con los derechos de nombre del estadio por un período de siete años desde el 1 de enero de 2020 hasta el 31 de diciembre de 2026. Se ha decidido que el nombre será Estadio Machida GION.

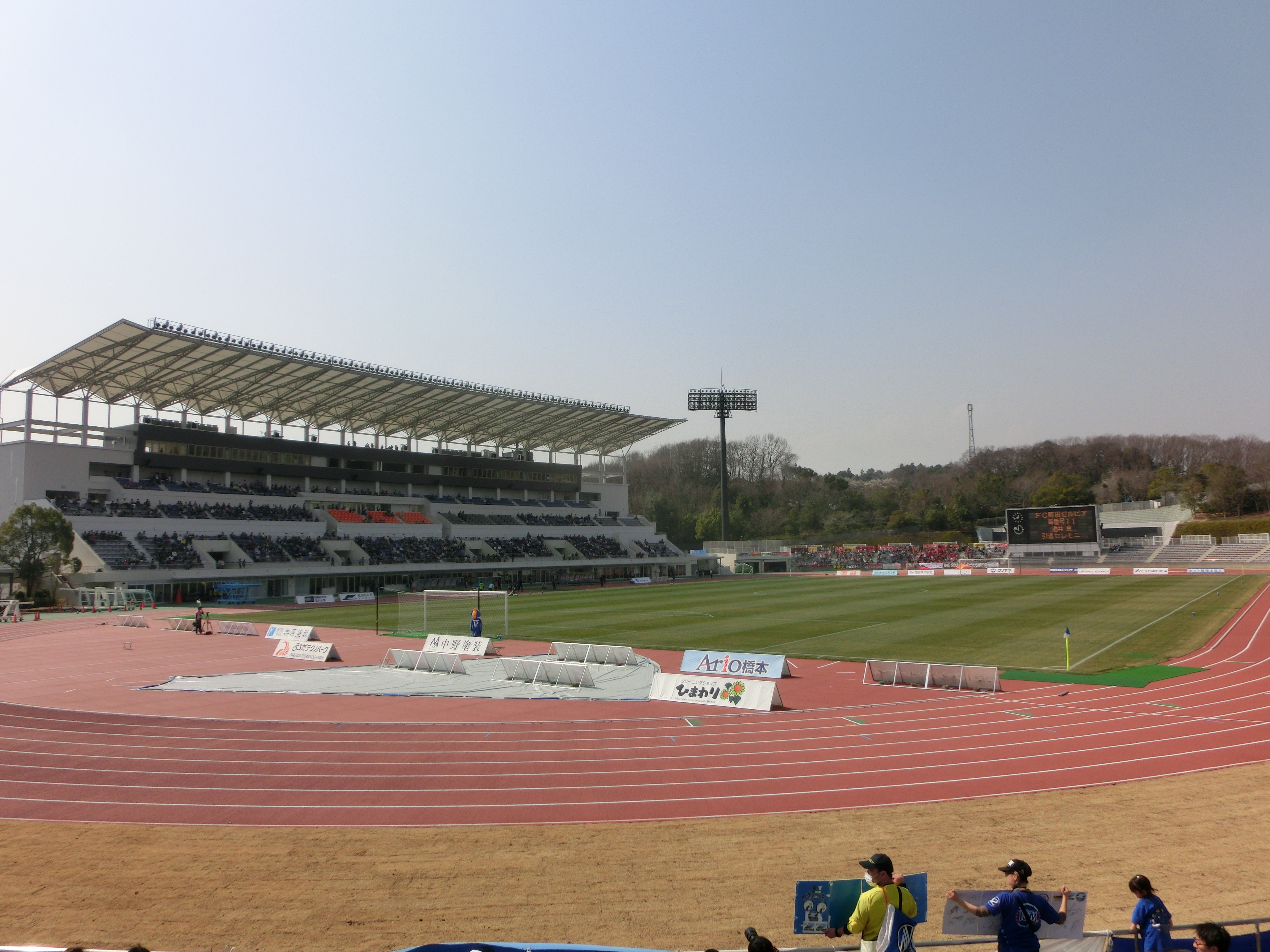
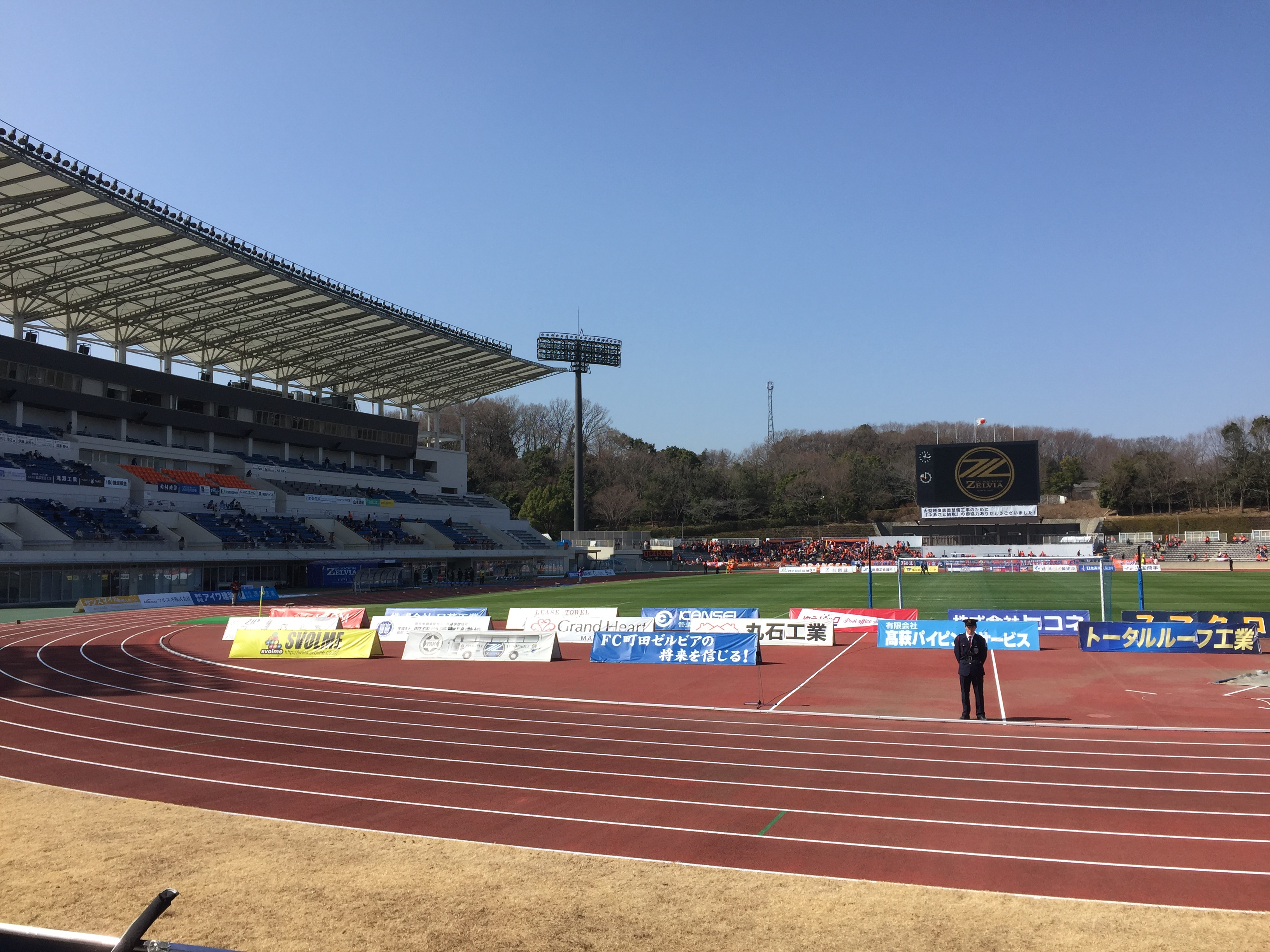